# Gregor Reitlechner
P. Gregor Reitlechner OSB (* 23. Oktober 1849 in Salzburg; † 26. März 1929 ebenda) war ein österreichischer Benediktiner der Erzabtei St. Peter in Salzburg, Seelsorger und Fachschriftsteller.

## Leben und Werk
Reitlechner wurde als Sohn eines Schneidermeisters geboren und auf den Namen Anton getauft. Er wurde 1870 Novize in der Benediktinerabtei St. Peter in Salzburg. 1873 empfing der die Priesterweihe und wurde zunächst in der Pfarrseelsorge (Abtenau) eingesetzt, wo er 1874–1878 wirkte. Er kam danach als Schwesternseelsorger in die Benediktinerinnenabtei Nonnberg (1878–1883), bis er zum Novizenmeister in seinem eigenen Kloster wurde. Ab 1892 war er wieder als Seelsorge außerhalb des Klosters tätig, dieses Mal in Kärnten. Er wurde 1898 Superior im Wallfahrtsort Maria Plain bei Salzburg.
P. Gregor übte ab 1909 das Amt des Spirituals in St. Peter aus und folgte dabei der theologisch-spirituellen Linie seines Mitbruders P. Amand Jung (1814–1889), der sich von benediktinischen Reformansätzen des 19. Jahrhunderts leiten ließ. Für diese Schule waren die liturgischen, asketischen und ästhetischen Leistungen des mittelalterlichen Christentums von richtungsweisender Bedeutung. In diesem Sinne verfasste Reitlechner zahlreiche Publikationen mit geschichtlichem, kunsthistorischem und spirituellem Inhalt. Sie erschienen teilweise als selbstständige Veröffentlichungen, teilweise in den Studien und Mitteilungen zur Geschichte des Benediktinerordens und seiner Zweige. Er war Korrespondent des österreichischen Bundesdenkmalamtes.

## Veröffentlichungen (Auswahl)
- Die Entstehung und Verehrung der Heiligen Stiege in der Kloster-Kirche der Barmherzigen Brüder in Salzburg (Salzburg: Konvent der Barmherzigen Brüder, um 1900).
- Patrocinien-Buch zur Verehrung der Schutzheiligen der Kirchen und Kapellen der Erzdiöcese Salzburg (Regensburg: Pustet 1901. VIII + 674 Seiten).
- Marianisches Salzburg. Denkwürdigkeiten der Marienverehrung im Erzbistum Salzburg (Innsbruck: Verlag der Kinderfreund-Anstalt 1904).
- Beiträge zur kirchlichen Bilderkunde. Mit besonderem Bezug auf die Klöster des Benediktiner- und Cisterzienser-Ordens sowie deren Heiligen (Salzburg: Selbstverlag 1920).